# Транссексуальність
Транссексуальність — термін, що позначає ідентифікацію особистості із гендером, який відрізняється від її біологічної статі. Його визначальною ознакою є бачення себе особою протилежної статі та бажання змінити свою біологічну стать на протилежну.
Термін не слід плутати із гомосексуальністю: транссексуальність — стан спрямований на себе, у той час, як гомосексуальність — стан, спрямований на інших людей.
Транссексуали потерпають через глибоке незадоволення власною гендерною ідентичністю (гендерна дисфорія), відчувають сильну відразу до свого тіла, особливо геніталій, інколи навіть уникають дивитись чи доторкатись до них.
Транссексуальність — досить рідкісне явище, походження якого і досі не з'ясовано. Частота його прояву, за деякими оцінками, становить 1:30000 серед біологічних чоловіків та 1:100000 серед біологічних жінок.